# 马修·克莱尔
马修·克莱尔（英語：Matthew Clare，1997年3月4日—），英格蘭男子羽毛球運動員。

## 簡歷
2017年4月，马修·克莱尔出戰克羅地亞羽毛球國際賽，與维多利亚·威廉斯合作赢得混合雙打比賽冠軍，又跟大卫·金合作打進男子雙打比賽準決賽。

## 主要比賽成績
只列出曾進入準決賽的國際賽事成績：
| 年份   | 賽事                 | 公開賽級別 | 項目     | 拍檔            | 成績   |
| ------ | -------------------- | ---------- | -------- | --------------- | ------ |
| 2015年 | 歐洲青年羽毛球錦標賽 | 其他       | 混合團體 | －              | 亞軍   |
| 2017年 | 克羅地亞羽毛球國際賽 | 未來系列賽 | 男子雙打 | 大卫·金         | 準決賽 |
| 2017年 | 克羅地亞羽毛球國際賽 | 未來系列賽 | 混合雙打 | 维多利亚·威廉斯 | 冠軍   |
| 2017年 | 波蘭羽毛球國際賽     | 國際系列賽 | 男子雙打 | 大卫·金         | 準決賽 |
| 2017年 | 波蘭羽毛球國際賽     | 國際系列賽 | 混合雙打 | 维多利亚·威廉斯 | 亞軍   |
| 2017年 | 挪威羽毛球國際賽     | 國際系列賽 | 男子雙打 | 大卫·金         | 亞軍   |
| 2018年 | 保加利亞羽毛球公開賽 | 國際系列賽 | 男子雙打 | 史蒂文·斯托伍德 | 準決賽 |
| 2018年 | 愛爾蘭羽毛球公開賽   | 國際系列賽 | 混合雙打 | 维多利亚·威廉斯 | 準決賽 |
| 2018年 | 威爾斯羽毛球國際賽   | 國際系列賽 | 混合雙打 | 维多利亚·威廉斯 | 冠軍   |
| 2019年 | 保加利亞羽毛球公開賽 | 國際系列賽 | 混合雙打 | 麗茲·托爾曼     | 亞軍   |
| 2019年 | 白俄羅斯羽毛球國際賽 | 國際系列賽 | 男子雙打 | 馬克斯·弗林     | 亞軍   |
| 2019年 | 威爾斯羽毛球國際賽   | 國際系列賽 | 混合雙打 | 霍普·華納       | 亞軍   |
| 2021年 | 西班牙羽毛球國際賽   | 國際挑戰賽 | 男子雙打 | 伊森·范勒文     | 準決賽 |

| 2007-2017年 | 首要超級賽 | 超級賽 | 黃金大獎賽 | 大獎賽 | 國際挑戰賽 | 國際系列賽 | 未來系列賽 | 其他 |

| 2018-2026年 | 總決賽 | 超級1000賽 | 超級750賽 | 超級500賽 | 超級300賽 | 超級100賽 | 國際挑戰賽 | 國際系列賽 | 未來系列賽 | 其他 |